# محمد كامل الآني
محمد كامل أحمد ابن علي ابن الخضر ابن إسماعيل ابن سليمان محمد المنتصر الحسني الهاشمي، ولد في بلدة أنا (محافظة راية - إثيوبيا)1945، وتوفي في اليمن 27/11/2006.
عاش في أثيوبيا واليمن، والسودان.
تلقى مبادئ اللغة العربية في قرية دانسا (السودان)، ثم انتقل بعدها إلى السودان مواصلاً دراسته في معهد أم درمان العلمي، عاد بعدها إلى بلده، وأقام فيها عدة سنوات قبل أن يعود لمواصلة الدراسة في جامعة صنعاء. عمل بالتدريس في عدد من المدارس باليمن.وهوأديب وشاعر وفقيه ومحدث.

## مؤلفاته
شاعر وجداني، نظم في أغراض تنتمي للإنسان ومشاعره وآلامه، المتاح من شعره قصيدتان ومقطوعة شعرية: عصارة الفؤاد، وخطاب مودع، تتناول الأولى رؤية الشاعر للشعر من حيث هو زاد ومرآة للحياة، وتشتبك الثانية مع النفس الإنسانية في علاقتها بالطبيعة، وترسم المقطوعة صورة للشهيد ووسامه.
ديوان عصارة الفؤاد، أرجوزة شعرية مشكاة الهدى، أرجوزة شعرية مقاصد الشريعة، ديوان شعري بردة السيف والقلم، ويان شعري في مدح النبي صلى الله عليه وسلم دموع القلم، وأرجوزة سعدان في أمسية شعرية، ديوان شعري عصير القلم، وكتاب التجويد، كتاب المأثورات في الأذكار النبوية، كتاب وسام التشريف في مصطلحات الحديث، و كتاب القات معجم الببابطين لشعراء العرب،
نماذج من شعره:
خطاب مودّع
يـا نفسُ هـذا الرّوضُ دونكِ فـارتعــــــــي 
فـيـه وذاك الـحـوضُ تحتكِ فـاكْرعــــــــي
والزهـرُ حـولك بـاسمٌ متضــــــــــــــوّعٌ
فـاستـنشقـي مـن عَرْفه وتـمتّعـــــــــــي
تلك الـحـمـائمُ سـاجعـاتٌ عـلّهــــــــــا
تعـنـيك أو تَعـنـي الأحـبّةَ فـاسمعــــــي